# 3-as busz (Ózd)
Az ózdi 3-as jelzésű autóbuszvonal az Autóbusz-állomás, Sajóvárkony, Bánszállás és a Center között húzódik, amelyet a MÁV Személyszállítási Zrt. üzemeltet.

## Története
A 3-as helyijárat először a város tömegközlekedésének első buszjáratai között szerepelt, mely a buszállomás és a tőle északkeletre fekvő Sajóvárkony között húzódott. Utána a III. számú Volán idejében 3A jelzéssel Bánszállás is bekapcsolt volt a helyi közlekedésbe, melyet Center követett a 33-as és 33A busszal, ami közül előbbi a centeri salakfeldolgozó műig (ma Aicher Beton) közlekedett műszakváltás idejében. Később a Sajóvárkonyig és a Bánszállásig közlekedő autóbuszjáratok idejét múlttá alakultak, de a salakfeldolgozóba közlekedő helyijáratok is kihasználatlanná váltak, a 33A jelzést felváltotta a 33-as a centeri buszfordulóig.
A 2022-es új vonalhálózat kialakítása által 3-as buszként közlekedik a továbbiakban. Visszaállították a 23-as buszt Bolyokra, valamint később Somsályról indítottak 63-as jelzéssel autóbuszokat közvetlenül, melyek döntő többségben jelenleg is a hétvégi közlekedést biztosítják Bánszállásnak és Centernek (Sajóvárkonyon át közlekednek a Királd és Sáta felé irányuló regionális buszvonalak). A 23-as csak a város felé, a 63-as csak a város felől közlekedik.

## Útvonala
| Autóbusz-állomás – Center | Center – Autóbusz-állomás |
| --- | --- |
| Autóbusz-állomás ➝ Munkás út ➝ Gyár utca ➝ Akácos út ➝ Mekcsey István út ➝ Dobó István utca ➝ Kovács-Hagyó Gyula út ➝ Bánszállási út ➝ Center út ➝ Center, forduló | Center, forduló ➝ Center út ➝ Bánszállási út ➝ Kovács-Hagyó Gyula út ➝ Dobó István utca ➝ Mekcsey István út ➝ Akácos út ➝ Gyár utca ➝ Munkás út ➝ Autóbusz-állomás |

## Közlekedése
Az autóbuszjáratok a hét minden napján közlekednek. Hétköznaponta a nap nagyrészében kétórás ütemezettség van jelen, melyet tanítási napokon 2 járattal emelnek.
| Viszonylat                         | Indításszám       | Közlekedési rend          |
| ---------------------------------- | ----------------- | ------------------------- |
| Autóbusz-állomás – Center, forduló | 11 oda, 10 vissza | tanítási napokon          |
| Autóbusz-állomás – Center, forduló | 9 oda, 8 vissza   | tanszünetben munkanapokon |
| Autóbusz-állomás – Center, forduló | 3 oda, 7 vissza   | szabadnapokon             |
| Autóbusz-állomás – Center, forduló | 1 oda, 5 vissza   | munkaszüneti napokon      |

### Járművek
Az autóbuszvonalon vegyesen szóló és csuklós autóbuszok ingáznak, nagyrészt Ikarus V134-es és Volvo 7000-es típusúak, de ritkábban a város egyik Volvo 7700A busza, az FLX-357 rendszámú is megveti rajta a kerekét.

## Megállóhelyei
| 0  | Autóbusz-állomás végállomás | 0.0 km | 0  | 1, 2, 2A, 4, 6, 7, 8, 12, 20A, 21, 26, 47, 68, 74, 76, 78 1031, 1034, 1051, 1369, 1384, 1411 3410, 3770, 3773, 4101, 4102, 4104, 4140, 4145, 4147, 4148, 4150, 4151, 4153, 4155, 4157, 4158, 4160, 4161, 4180, 4185, 4186 |
| 1  | Olvasó Egyesület            | 0.6 km | 1  | 63 4147, 4148, 4150, 4151, 4155 |
| 2  | Sajóvárkonyi elágazás       | 1.7 km | 3  | 23, 63 4147, 4148, 4150, 4151, 4155 |
| 3  | Mekcsey István út 59.       | 2.3 km | 4  | 23, 63 |
| 4  | Sajóvárkony, posta          | 2.8 km | 5  | 23, 63 4147, 4148, 4150, 4151, 4155 |
| 5  | Sajóvárkony, AMK            | 3.3 km | 6  | 23, 63 4147, 4148, 4150, 4151, 4155 |
| 6  | Bánszállási elágazás        | 3.8 km | 7  | 23, 63 4147, 4148, 4150, 4151, 4155 |
| 7  | Kovács-Hagyó Gyula út 70.   | 4.5 km | 9  | 23, 63 |
| 8  | Vízművek                    | 5.0 km | 10 | 23, 63 |
| 9  | ÓAM Kft.                    | 5.5 km | 11 | 23, 63 |
| 10 | Bánszállás, bejárati út     | 7.0 km | 14 | 23, 63 |
| 11 | Centeri út 65.              | 8.2 km | 17 | 23, 63 |
| 12 | Center, forduló végállomás  | 8.6 km | 18 | 23 |